# Colin Prior
Colin Prior (Milngavie, Glasgow, 1958) es un fotógrafo de paisajes.
Prior toma fotografías panorámicas de paisajes de Escocia y de todo el mundo. Utiliza ampliamente el formato panorámico 617 en su trabajo fotografiando a Fuji Velvia generalmente en la "hora dorada" al amanecer y al atardecer. Hasta la fecha, Colin ha trabajado en cuatro encargos de calendarios para British Airways y ha realizado varias exposiciones individuales, entre las que destacan The Scottish Visual Experience, Land's End y The World's Wild Places.
En 2007 su trabajo en Canna ayudó a aumentar el número de visitantes al National Trust para la sede de Escocia.
Más recientemente, Colin ha aparecido en varios programas de televisión en el Reino Unido, incluyendo The Adventure Show (BBC), Landward (BBC), Countryfile (BBC) y Weir's Way (STV). También ha sido invitado a numerosos programas de actualidad en la BBC Radio Scotland.
Colin vive actualmente en Glasgow con su esposa Geraldine y sus dos hijos. Es miembro de la Real Sociedad Fotográfica y miembro fundador de la Liga Internacional de Fotógrafos de Conservación.

## Exposiciones
- The Scottish Visual Experience, Linhof Gallery, Londres
- Land's End, Museum of Education, Glasgow
- The World's Wild Places, OXO Tower Gallery, Londres
- The World's Wild Places, Glasgow Science Centre

- Datos: Q5145491